# 吉爾伯特-馬紹爾群島战役
在第二次世界大戰太平洋戰爭中，從1943年11月至1944年2月的吉爾伯特和馬紹爾群島戰事，是中太平洋戰區的美國海軍和海軍陸戰隊關鍵的戰略性行動。該戰役是由美國海軍陸戰隊於1942年8月實施突襲馬金島展開序幕。馬紹爾群島战役的目標則是奪取瓜加林環礁和埃內韋塔克環礁上的日軍基地。
日軍在吉爾伯特和馬紹爾群島的基地是大日本帝國東部防線的外圍防衛圈，在馬里亞納戰事則在次年夏季展開。

## 背景
日本軍隊是在攻擊夏威夷珍珠港5個月後佔領了吉爾伯特群島。作為對防衛塔拉瓦的一個象徵，他們在馬金建立了水上飛機基地和沿環礁海岸線分駐部隊以監測盟軍在南太平洋的行動。 只是在卡爾森的突擊隊在1942年8月襲擊馬金後，日本才開始鞏固和加強吉爾伯特的防守。吉爾伯特群島最大和最重要的戰略性據點的是塔拉瓦。從1943年3月開始防禦工事被日本人很快的建立起來，近5,000名官兵駐紮在這裡。另外3,000名海軍特別登陸部隊和基地部隊和第940海軍建設單位得到1,247名勞動者的補充。  
相比之下，馬金島只有798名作戰部隊，其中包括大約100名孤立的日本航空人員。霍蘭·史密斯將軍， 第5兩棲軍的總指揮，指責卡爾森的行動令日本迅速集結部隊和即使在退休後不久仍然堅決認為，塔拉瓦應該被繞開，從而避免在攻佔期間招致重大傷亡。海軍上將切斯特·威廉·尼米茲、恩斯特·金恩及雷蒙德·阿姆斯·斯普魯恩斯相信收復吉爾伯特是必需的，對向馬紹爾群島的進攻行動具有重要的戰略意義。攻佔吉爾伯特群島的行動代號是迦伐尼，其中要求攻佔塔拉瓦，馬金和阿貝馬馬。
盟军策划者深知要击败日本就必须穿越这一群岛。虽然美国陆军司令麦克阿瑟希望从新几内亚向菲律宾推进，但是美国海军上将尼米兹却偏向于横越太平洋中部，循着一条从吉爾伯特群島到马绍尔群岛，再到加罗林群岛，最后到马利亚纳群岛的路线推进。如此，日本便会落入美国的B-29超級堡壘轟炸機的作战半径之中。尼米兹的计划除了能迫使日军双线作战（尼米兹从东方进攻，麦克阿瑟从南方进攻），还能粉碎日军的外围防线，以便美国建设陆海空军的基地，为日后进攻其他日占岛屿提供跳板。这些外围群岛包括了塔拉瓦环礁，吉尔伯特群岛中的馬金，夸贾林环礁，和埃內韋塔克環礁。

## 结果
美军在吉尔伯特群岛上获胜了，但他们被打得措手不及，付出了阵亡2,459人，伤2,286人的代价。日军阵亡5,085人，被俘247人。有鉴于作战环境恶劣而交战双方均伤亡惨重，第5两栖军司令霍蘭·史密斯将军确信美军当初应该绕过塔拉瓦环礁。然而美国海军的将领们却不同意这观点。
马绍尔群岛上的登陆战反而轻松得多。美军吸取了在塔拉瓦环礁得到的教训，集结了超过守军6倍的优势兵力并给部队提供了强大的火力支援（包括穿甲炮弹），还对群岛展开了长达一个月的海空轰炸。美军在马绍尔群岛上阵亡了611人，伤2,341人，失踪260人，反而日军损失了超过11,000人，只有358人被俘。
美军夺取吉尔伯特与马绍尔群岛之后在群岛上建筑了海军基地，防御工事和机场，准备接下来进攻马利亚纳群岛。日军的失败迫使日本策划者将部队撤回一条新的环形防御圈内。这一道防线包括了马利亚纳群岛和帛琉。日军在防线内的岛屿上严密布防，以防美军攻下这下岛屿后派出重型轰炸机攻击东京。

## 附加參考
- Drea, Edward J. . . Nebraska: University of Nebraska Press. 1998. ISBN 0-8032-1708-0.
- Dyer, George Carroll.  (mdy). United States Government Printing Office.   [October 20, 2006]. （原始内容存档于2011-05-21）.
- Hoyt, Edwin P. . Mason/Charter. 1978. ASIN B001RSIDF8.